# Hanae Kan
Hanae Kan (韓 英恵 Kan Hanae?,  Mishima, Prefectura de Shizuoka, Japón, 7 de noviembre de 1990) es una actriz y modelo surcoreana establecida en Japón. Su nombre coreano es Han Young-hye (한영혜).

## Biografía
Kan nació el 7 de noviembre de 1990 en la ciudad de Mishima, prefectura de Shizuoka, hija de padre surcoreano y madre japonesa. A pesar de haber nacido y residir en Japón, tiene nacionalidad surcoreana.
En 2001, Kan realizó su debut actoral interpretando a Sayoko Uekyo en la película Pistol Opera de Suzuki Kiyonori. En 2004, interpretó a Saki Mizuguchi en la aclamada película Dare mo Shiranai, la cual fue estrenada en Cannes. Kan asistió al festival junto con el resto del elenco principal. Desde entonces ha aparecido en numerosas películas y series de drama.

## Filmografía

### Películas
- Pistol Opera (2001) - Sayoko Uekyo
- The Tang of Lemon (2002) - Kaori
- Dare mo Shiranai (2004) - Saki Mizuguchi
- Ashura (2005) - Emishi
- Rampo Noir (2005) - Kobayashi Shonen
- Dead Run (2005) - Eri Namba
- Yellow Tears (2007) - Yasuko Muraoka
- Nightmare Detective 2 (2008) - Yuko Kikugawa
- Whistling After Dark (2009)
- Villain (2010) - Kiri Tanimoto
- My Back Page (2011) - Nanae Asia
- Pure Asia (2011) - Principal
- 11.25 The Day He Chose His Own Fate (2012) - Makiko Ueda
- Petal Dance (2013) - Kyoko
- Their Distance (2016) - Sona
- Bitter Honey (2016)
- Inumukoiri (2017) - Hanako
- Spiritual Bolsheviki (2018) - Yukiko
- The Chrysanthemum and the Guillotine (2018) - Kawa Tokachi

### TV Drama
- Ohisama (2011) - Ito Shigemori
- Boku to Star no 99 Nichi (2011) - Chun Hi Jin
- Haikei, Minpaku-sama (2016)